# Awake and Alive
«Awake and Alive» es una canción de la banda de metal cristiano estadounidense Skillet, lanzado a través de Lava, Atlantic y Ardent Records el 15 de febrero de 2010 como el tercer sencillo de su séptimo álbum de estudio Awake (2009). Antes de ser lanzada como sencillo, la canción ocupó el puesto 100 en el Billboard Hot 100 (durante una semana completa) y el puesto 16 en Top Heatseekers (tras el lanzamiento del álbum), convirtiéndose en la primera canción de Skillet en ingresar al Hot 100.
La canción también alcanzó el primer lugar en Christian Rock.net y debutó en el duodécimo lugar en la lista de Christian Rock.
La canción también apareció en la banda sonora de Transformers: el lado oscuro de la luna.

## Significado de la canción
Cuando Stereotruth.net le preguntó sobre el significado de la canción, John Cooper (el cantante principal de la banda) dijo lo siguiente: "En relación con 'Hero', esta canción habla de la sensación de que te estás hundiendo debido a todo el estrés de la vida. Aunque sientas que todos a tu alrededor están tratando de quitarte la esperanza, nadie tiene derecho a hacerlo y no deberías permitir que esas influencias negativas te agobien. Vive lo que crees y no tengas miedo de defender tu fe".

## Video musical
El video musical muestra a la banda tocando la canción en vivo en el escenario. El video también incluye clips de la banda detrás del escenario e incluso algunos clips de algunos de sus podcasts.

## Posicionamiento en lista
| Lista (2009–2011)                             | Mejor posición |
| --------------------------------------------- | -------------- |
| Estados Unidos (Billboard Hot 100)            | 100            |
| Estados Unidos (Christian Songs)              | 30             |
| Estados Unidos (Hot Rock & Alternative Songs) | 13             |

## Personal
Skillet
- John Cooper – voz principal, bajo
- Korey Cooper – guitarra rítmica, teclados
- Ben Kasica – guitarra principal
- Jen Ledger – batería, voz
- Tate Olsen – violonchelo
- Jonathan Chu – violín